# Marcin Tybura
Marcin Tybura, född 9 november 1985 i Uniejów, Polen är en polsk MMA-utövare, före detta tungviktsmästare i den ryska organisationen M1 Global, och som sedan 2016 tävlar i organisationen Ultimate Fighting Championship.